# Paul Birch (écrivain)
 (février 2018).
Si vous disposez d'ouvrages ou d'articles de référence ou si vous connaissez des sites web de qualité traitant du thème abordé ici, merci de compléter l'article en donnant les références utiles à sa vérifiabilité et en les liant à la section « Notes et références ».
Pour les articles homonymes, voir Paul Birch et Birch.
Paul Birch (25 mai 1956 - 4 juillet 2012) est un écrivain britannique, ingénieur et scientifique, qui a travaillé dans la radioastronomie et les communications par satellite, et plus tard écrivain à temps plein.
Il a été éduqué à l'école Merchant Taylors, Crosby, au Trinity College de Cambridge et a travaillé pour Marconi Defence Systems and Plessey Radar.
Il était un ancien membre de la British Interplanetary Society.
Il a notamment travaillé sur les anneaux orbitaux et les habitats superamundane.
Il a été conseiller municipal à Cowes (île de Wight) au moment de sa mort.
En 1982, Birch a publié une série d'articles dans le Journal of the British Interplanetary Society, qui décrivent les anneaux orbitaux et ce qu'il a décrit comme le système d'anneaux orbitaux partiels (PORS).

## Articles principaux
- « Terraforming Venus Quickly », Journal of the British Interplanetary Society, 1991.
- « How to Spin a Planet », Journal of the British Interplanetary Society, 1993.